# 샤머니즘

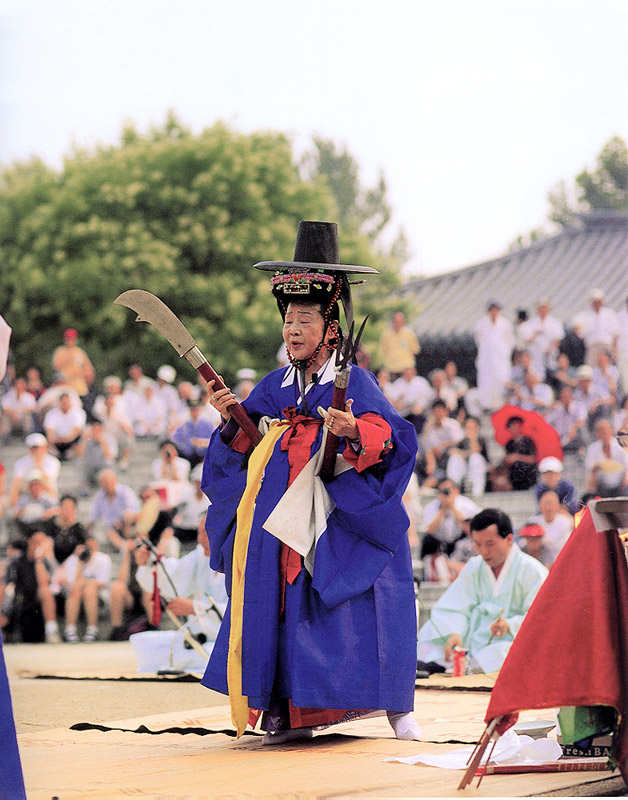
대한민국 서울에서 굿 행사를 수행하는 무당

샤머니즘(영어: shamanism), 또는 무술(巫術)은 신적인 존재를 불러들이는 무당(巫堂), 곧 샤먼(shaman)을 중심으로 한 신앙 체계이며, 샤먼은 이상심리상태에서 신령이나 정령 등 초자연적 존재와 직접 교류하고, 이 사이에 예언, 탁선, 복점, 치병, 제의 등을 행하여 샤머니즘 신앙의 중심이 된다.

## 어원
‘샤먼’이라는 말은 퉁구스계족에서 주술사를 의미하는 사만(Saman, saman)에서 유래한다는 설이 유력하다. 그 외에 사문(沙門)을 의미하는 산스크리트어의 시라마나(Sramana)나 팔리어의 사마나(samana)로부터의 차용어라든지, 페르시아어의 셰멘(shemen, 우상), 한자에서 사당을 의미하는 사(祠)로부터 전화되었다는 어휘라는 설도 있으며 중국에서는 무(巫, 여성) 및 격(覡, 남성)이라는 말을 사용하였다.

## 샤먼의 역할
샤머니즘에서는 샤먼이 춤·노래·주문 등을 반복하고 간혹 약물 등으로 보조함으로써 엑스터시적 이상심리 상태로 몰입하고, 주장되길 초자연적 신령계에서 나오는 정보를 전달하거나 길흉을 점치고, 귀신을 제거하며 병을 고친다. 샤먼은 초자연력을 가진 인물이거나 아니면 신령(神靈)과 직접적인 관련을 가진 사람으로 여겨지며, 신자들은 그 힘을 빌려 수렵의 풍요, 가족의 안전, 전쟁의 승리 등을 기원한다. 샤먼은 질병의 치료사, 마술사로서의 역할을 한다.
한국에서는 샤머니즘이 무속 신앙으로 일컬어지며, 역사에 걸쳐 백성들의 정신 생활에 적지 않은 영향을 가져다 주었다.

## 분포
6세기 중엽 알타이산맥 부근에서 몽골 및 중앙 아시아에 대제국을 건설한 터키 계의 유목국가인 돌궐(突厥)이나 퉁구스계족의 몽골족, 여진족, 거란족 등으로 대표되는 만주나 시베리아의 샤머니즘부터 시작하여 아메리카의 원주민, 아프리카 원주민까지 다양하게 분포되어 있는 것을 확인할 수 있다.
한국의 샤머니즘은 샤먼인 무격을 중심으로 한 주술·종교적 신앙으로 달리 무속이라고도 한다. 무속의 역사는 오래되어서 『삼국지』, 위지, 동이전에 고대 조선의 부족국가의 제천의례, 곧 동맹, 무천 등이 기록되어 있는데, 이는 현행 촌제(村祭)의 원류를 이루는 것이다. 고대에 무속은 국가종교의 위치를 차지하였으며, 신라왕은 무당의 역할을 겸비하였다고 전해져 제정일치(祭政一治)의 특징이 있었던 것으로 보인다.
한편 9세기 곧 신라 말기에 들어서 불교의 영향을 받아 무불 습합화가 진행되고, 개인의 피사진경(避邪進慶)을 구하게 되는 새로운 전개가 이루어졌다. 고려시대에 유교가 채용된 이후 무속은 점차로 억압받는데, 국가적 행사인 기우제나 팔관회는 무격이 사제였다. 특히 조선시대에는 유교를 매우 중시하며 무속을 더욱 억압한 결과, 무당들은 팔천(八賤)의 일종, 곧 천민계급으로 규정되었으나, 조상신을 섬기는 등의 무속적 문화는 강력히 남아 한국 문화에 큰 영향을 주었다.

## 사회
초자연적 존재를 직접 매개함으로써 해당 민족ㆍ사회의 신관념이나 타계관념을 구상화, 활성화시키고 미개사회의 샤먼은 사회통합의 중심으로서의 역할을 수행하는데, 문명사회에서도 강력한 〈카리스마〉로서 사람들을 규합하고 집단을 형성하는 것은 많은 신종교집단의 예에서 볼 수 있다.
샤먼적 카리스마는 각지의 왕이나 수장, 지도자의 권위의 기초가 되어 있는 경우가 적지 않은데 사마대국의 여왕 비미호(卑彌呼)나 아프리카의 시르크족의 왕 등이 그 대표적인 모습으로 보고 있다.
전통적인 정치ㆍ사회체제가 붕괴과정에 있을 때, 강력한 카리스마적 인물이 체제를 재편성하기에 이르는 예를 많이 볼 수 있는데, 그런 종류의 인물은 대부분 샤먼적이고 종교문화의 주요한 구성요소인 애니미즘, 애니마티즘, 사령ㆍ조령숭배, 신비주의 등의 유지ㆍ존속에 공헌하기도 한다.

## 같이 보기
- 무속신앙
- 무당
- 블랙 샤머니즘(영어판)
- 옐로우 샤머니즘(영어판)
- 시베리아의 샤머니즘(영어판)
- 백마법 & 흑마법
- 대수대명(代壽代命)

## 영화
- Quantum Men (Carlos Serrano Azcona) Spain 2011

- Other Worlds (Jan Kounen) France 2004

- Bells From the Deep (Werner Herzog) Germany 1993

- The Mad Masters (Jean Rouch) France 1955

- Au pays des mages noirs (Jean Rouch) France 1947

## 참고 자료
- 「풍류도와 한국의 종교사상」, 한국의 무교문화, 유동식 저, 연세대학교출판부(1997년, 137~146p)
- 「한국현대희곡사」, 굿극, 서연호 저, 고려대학교출판부(2004년, 201~217p)
- 「서양인의 한국 종교 연구」, 한국 무속의 조상 숭배와 샤머니즘, 김종서 저, 서울대학교출판부(2006년, 59~72p)